# Operace Neretva 93
Operace Neretva '93 představovala akci Armády Republiky Bosna a Hercegovina (ARBiH) proti Chorvatské radě obrany (HVO) v září 1993 na 200 km dlouhé frontě od Gornji Vakufu na jih k Mostaru, jedné z jejích největších roku 1993 během chorvatsko-bosňácké války. ARBiH dosáhla omezených zisků v oblasti severní Hercegoviny a kolem Mostaru, ale nedosáhla průlomu u jižní Neretvy, kde si udržela kontrolu HVO. Operace byla zastavena v říjnu. Během operace byly při masakrech v Grabovici a Uzdolu zabity desítky chorvatských civilistů.

## Operace
Poté, co byla většina Gornji Vakufu obsazena Armádou Republiky Bosny a Hercegoviny (ARBiH) v srpnu 1993, boje se stočily směrem k Prozoru, kde v předchozích měsících v okolních vesnicích bojovaly Chorvatská rada obrany (HVO) a ARBiH. Ani jedna strana neměla plnou kontrolu nad oblastí, takže obě strany strávily srpen a září v bojích podél kopců a hřebenů poblíž Prozoru.
V září 1993 zahájila bosenská vláda operaci Neretva, která byla dosud jedním z nejkomplexnějších pokusů proti HVO. Jednotky 1., 3., 4. a 6. sboru ARBiH byly pro operaci podřízeny Seferu Halilovićovi. ARBiH zahájila koordinované útoky proti enklávám ovládaným HVO v údolí Lašvy a na celé konfrontační linii od jihu od Gornji Vakufu k Jablanici, přes Mostar a dále na jih k řece Buna. Jednotky 9. brigády, 10. brigády a 2. samostatného praporu, všechny podřízené 1. sboru ARBiH, byly vyslány ze Sarajeva do sektoru Jablanica. V oblasti Vitezu během současného útoku ze severu a jihu ARBiH v jednu chvíli prolomili linie HVO ve Vitezu, ale nakonec byli přinuceni k ústupu.
Mezi Prozorem a Jablanicí ARBiH posunula konfrontační linii mírně na západ a po několika dnech bojů postupovala na jih směrem k Mostaru. Ohniskem útoku ARBiH byla pevnost HVO Vrdi poblíž řeky Neretvy s cílem získat kontrolu nad severním a západním přístupem k Mostaru. V září 1993, po dělostřeleckém bombardování Vrdi, na něj pěchota ARBiH neúspěšně zaútočila a silám HVO se podařilo útok odrazit. V Mostaru došlo ke střetům jednotek ARBiH a HVO ve městě a jeho předměstích Bijelo Polje a Raštani. ARBiH dosáhla určitých omezených zisků útokem směrem ven z města ve třech směrech. HVO  23. září odpověděla dělostřeleckým ostřelováním východní části města, kontrolované ARBiH, a neúčinným protiútokem 24. září. Použití dělostřelectva ze strany ARBiH a HVO město dále poškodilo, ale žádná ze stran nedosáhla významných zisků. Po několika dnech vyjednávání bylo 3. října dohodnuto příměří.

## Bitva o Vrdi
Bitva o Vrdi se odehrála během bosensko-chorvatského konfliktu, který vypukl za války v Bosně a Hercegovině. Došlo k němu mezi 14. zářím a 4. říjnem 1993 během operace Armády Republiky Bosna a Hercegovina (ARBiH) Neretva 93. Zatímco počáteční útok ARBiH na obránce Chorvatské rady obrany (HVO) 19. září byl neúspěšný, druhý útok 4. října byl úspěšnější. Vesnice zůstala na konfrontační linii kvůli vyvážení bosensko-chorvatského konfliktu.

## Masakry v Grabovici a Uzdolu
Během noci z 8. na 9. září došlo v Grabovici k masakru, když bylo členy 9. brigády a neidentifikovanými členy ARBiH zabito nejméně 33 chorvatských vesničanů. Tři bojovníci, Nihad Vlahovljak, Haris Rajkić a Sead Karagić byli za účast na vraždách odsouzeni. O několik dní později, 14. září, zahájila ARBiH ofenzívu východně od Prozoru. Během této ofenzívy došlo k uzdolskému masakru ve vesnici Uzdol. 70-100 bosenských vojáků proniklo za obranné linie HVO a dosáhlo vesnice. Poté, co obsadili velitelské stanoviště HVO, vojáci pokračovali v zabíjení. Bylo hlášeno, že 29 chorvatských civilistů a jeden válečný zajatec bylo zabito nezávislým praporem Prozor a členy místní policie.
Velitel ARBiH Sefer Halilović byl obžalován Mezinárodním trestním tribunálem pro bývalou Jugoslávii na základě vyšší trestní odpovědnosti (čl. 7 odst. 3 statutu tribunálu) a obviněn z jednoho obvinění z porušení válečných zákonů a zvyklostí (článek 3 – vražda) a shledán nevinným.

## Následky
HVO si udržela kontrolu nad oblastí kolem Prozoru a zajistila týl svých sil v západním Mostaru. ARBiH se podařilo zajistit půdu mezi Jablanicí a Vrdi a převzít kontrolu nad silnicí z Grabovice přes Potoci a Vrapčići do severovýchodního Mostaru.